# Ахмуду Махамаду
Ахмуду Махамаду (1954 , Amaloul Nomaded, Регіон Тахуа ) — нігерський державний та політичний діяч. 
Член Партії за демократію та соціалізм Нігеру обіймає посаду прем'єр-міністра Нігеру з 3 квітня 2021 року
.
1991 — 1993 рр: міністр гірничодобувної промисловості, енергетики та промисловості, 
квітень 2011 — квітень 2012: міністр фінансів 
.

## Біографія
У перехідному уряді прем'єр-міністра Нігеру Ахмаду Сеїфу, призначеному 7 листопада 1991 року, Ахмуду Махамаду обіймав посаду міністра гірничодобувної промисловості, енергетики та промисловості 
. 
31 січня 1993 року залишив посаду внаслідок перестановки у кабінеті міністрів 

У лютому 1993 року було проведено багатопартійні вибори, що поклали край перехідному періоду. 
Ахмаду Махамаду не увійшов до складу уряду, призначеного 23 квітня 1993 
. 
Працював заступником виконавчого секретаря Економічного співтовариства західноафриканських держав (ЕКОВАС) під керівництвом Едуарда Бенджаміна в 1993 — 1998 рр 
, 
а потім працював регіональним представником Лютеранської всесвітньої допомоги у Західній Африці
.
Після того, як голова Партії за демократію та соціалізм Нігеру Махамаду Іссуфу переміг на загальних виборах у січні-березні 2011 року і обійняв посаду президента Нігеру 21 квітня 2011 року, Ахмаду Махамаду був призначений в уряд країни міністром фінансів 

Посаду міністра фінансів обіймав до 2 квітня 2012 
. 
Пізніше того ж місяця був призначений генеральним директором банку «Banque Internationale pour l'Afrique au Niger» (BIA-Niger) 
.
4 червня 2015 року був призначений директором кабінету президента 
.
Після того, як Махамаду Ісуфу було приведено до присяги на другий президентський термін, він залишив Ахмуду Махамаду на посаді директора кабінету президента 11 квітня 2016 
.